# Sampaio Corrêa FC
Der Sampaio Corrêa Futebol Clube ist ein brasilianischer Fußballverein aus São Luís im Bundesstaat Maranhão. Wegen seiner Vereinsfarben werden seine Spieler und Anhänger oft als Bolivianos bezeichnet. Er spielt aktuell in der dritthöchsten brasilianischen Liga.

## Geschichte
Der Verein wurde als Associação Sampaio Corrêa Futebol Clube  25. März 1923 in der Residenz von Inácio Coxo in einer der Straßen des Bairro do Lira gegründet, die Zugang zur Rua do Passeio (Bairro São Pantaleão) bietet, gegründet. Benannt wurde er nach dem Wasserflugzeug Sampaio Corrêa II, dass am 12. Dezember 1922 unter dem Kommando des brasilianischen Piloten Pinto Martins mit dem Amerikaner Walter Hinpton vor der Stadt São Luís in Praia do Caju, der heutigen Avenida Beira Mar, landete. Die beiden versuchten, die erste Flugverbindung zwischen Amerika herzustellen, indem sie von den Vereinigten Staaten nach Brasilien starteten.
Die offizielle Uniform des Clubs wurde vom Trikot von Fluminense Rio de Janeiro inspiriert und von Gervásio Sapateiro in den Farben Gelb, Grün und Rot gestaltet. Die Shorts bestanden aus Khaki und grauen Socken, basierend auf den Overalls und Gamaschen der Piloten Walter Hinpton und Pinto Martins, die auch grün-gelbe und rot-weiße Hemden trugen, die von der brasilianischen und nordamerikanischen Flagge inspiriert waren.
Mit 36 Titeln ist er der Rekordmeister de Staatsmeisterschaft von Maranhão.
Während seines Bestehens ist der Verein regelmäßig in den diversen Ligen der nationalen Meisterschaft Brasiliens vertreten. Die Série B hat er 1972 und die Série C 1997 als Tabellenerster abgeschlossen. Nach einer Serie von Abstiegen ist ihm 2012 als Meister der Série D der Wiederaufstieg in die Série C und von dort nach einer Saison der in die Série B gelungen, in der er bis heute spielt mit kurzen Unterbrechungen meistens spielt.
Mit dem Gewinn der Copa Norte 1998 hat der Verein sich erstmals für ein internationales Turnier qualifizieren können, der Copa Conmebol, wo er das Halbfinale erreicht und dort gegen den Santos FC ausgeschieden ist (siehe: Copa Conmebol 1998).

## Erfolge
Männer
- Wiederaufstieg in die brasilianische Série B: 2013
- Meister der brasilianischen Série B: 1972
- Meister der brasilianischen Série C: 1997
- Meister der brasilianischen Série D: 2012
- Copa Norte: 1998
- Copa do Nordeste: 2018
- Staatsmeisterschaft von Maranhão (37×): 1933, 1934, 1940, 1942, 1953, 1954, 1956, 1961, 1962, 1964, 1956, 1972, 1975, 1976, 1978, 1980, 1984, 1985, 1986, 1987, 1988, 1990, 1991, 1992, 1997, 1998, 2002, 2003, 2010, 2011, 2012, 2014, 2017, 2020, 2021, 2022, 2024
- Staatspokal von Maranhão (11×): 1973, 1976, 1983, 1984, 1990, 2002, 2007, 2009, 2011, 2012, 2013

Frauen
- Staatsmeisterschaft von Maranhão: 2017